# Family Circle Cup 2000
Family Circle Cup 2000 - 28-й за ліком тенісний турнір Volvo Car Open, що відбувся на кортах Family Circle Tennis Center в Гілтон-Гед-Айленді (США). Належав до турнірів 1-ї категорії в рамках Туру WTA 2000. Перша сіяна Марі П'єрс здобула титул в одиночному розряді й отримала 166 тис. доларів США.
Того року востаннє турнір відбувся в Гілтон-Гед-Айленді, а 2001 року переїхав до Чарлстона.

## Фінальна частина

### Одиночний розряд
Марі П'єрс —  Аранча Санчес Вікаріо, 6–1, 6–0

### Парний розряд
Вірхінія Руано Паскуаль and  Паола Суарес —  Кончіта Мартінес and  Патрісія Тарабіні, 7–5, 6–3